# Italie dans la Première Guerre mondiale
Lorsque la Première Guerre mondiale éclate en 1914, l'Italie qui jusque-là était alliée de la Triple-Alliance (Autriche-Hongrie, Allemagne, Italie) décide de rester neutre avant de s'engager auprès de la Triple-Entente (France, Russie, Royaume-Uni) qui lui concède de nombreux territoires en cas de victoire. Les opérations italiennes restent limitées à un front qui les oppose, la plus grande partie de la guerre, à l'Autriche-Hongrie. De 1915 à 1917 l'armée italienne, mal équipée et mal commandée, arrive néanmoins à pénétrer de quelques kilomètres en territoire ennemi, les Autrichiens restant en général sur la défensive. Cependant à l'automne 1917 les Italiens subissent une cuisante défaite à Caporetto avant d'obtenir la victoire à Vittorio Veneto en novembre 1918 qui amène l'Empire austro-hongrois à demander l'armistice qui met fin au conflit.

## La neutralité italienne
Dans un contexte politique marqué par la crise politique liée au débat colonial et par l'agitation sociale encouragée par l'aile gauche du Parti socialiste italien, regroupée autour de Benito Mussolini et tournant à la guerre civile, le gouvernement italien déclare sa neutralité dans le conflit qui débute.

### La neutralité italienne

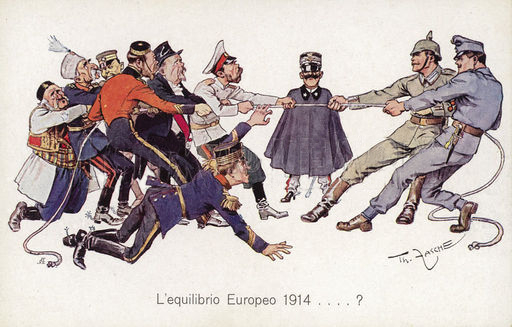
« L'équilibre européen : 1914… ? » : le roi Victor-Emmanuel III entre les Alliés et les Empires centraux, caricature italienne.

En effet, le 3 août 1914, le gouvernement conservateur d'Antonio Salandra déclare que l'Italie ne prendrait pas part au conflit, puisque le caractère défensif de la Triple-Alliance ne l'y oblige pas, contrairement à ce que pense Sidney Sonnino. Les interventions diplomatiques du pape Benoît XV et des prélats du Saint-Siège, craignant une guerre catastrophique entre deux nations catholiques que sont l'Italie et l'Autriche-Hongrie, ne sont probablement pas non plus étrangères à cette décision. À gauche, l'opposition à la guerre est animée par les principaux chefs du Parti socialiste, au premier rang desquels Mussolini, dans ses éditoriaux de la fin août 1914 et trouve un large écho auprès des ouvriers et des paysans.
Dans le même temps, conformément au traité de 1912, les responsables du royaume, persuadés que la double-monarchie va annexer certaines portions du territoire serbe, réclament de son allié austro-hongrois des compensations territoriales.
Cependant, alors que le pays se divise sur la question de l'intervention, le gouvernement fait rapidement savoir au gouvernement russe son souhait de connaître le prix que l'Entente attache à son entrée dans le conflit. Tout en initiant des pourparlers avec les Alliés, les responsables du royaume ouvrent des négociations avec les responsables des puissances centrales : le prix de la neutralité italienne, selon Sidney Sonnino, ministre des Affaires étrangères, serait une compensation dans les Balkans, à laquelle serait joint le Trentin.

### La campagne des interventionnistes

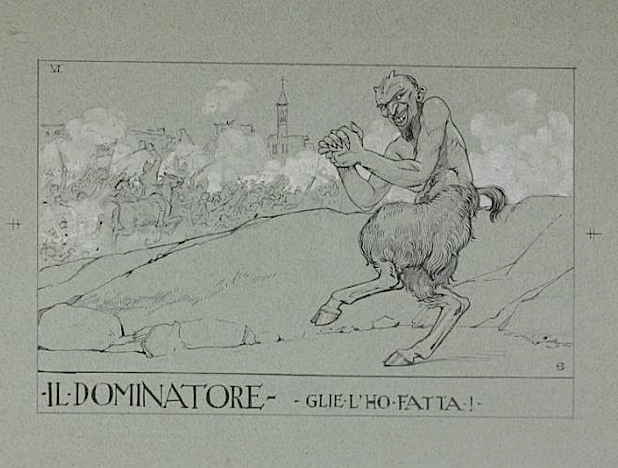
Il Dominatore - Glie l'ho fatta ! par Ottorino Andreini dénonce auprès du public italien la barbarie allemande (album, 1915).

Alors que, dans les premières semaines du conflit, Benito Mussolini, dans les colonnes du journal qu'il dirige, Avanti!, prend position de manière claire contre le conflit, il participe, dès son exclusion du PSI au début novembre 1914, à la campagne en faveur de l'intervention de l'Italie dans le conflit.
À partir de ce moment se forme un conglomérat, un groupe de pression favorable à l'entrée de l'Italie dans le conflit, regroupant à la fois des anarchistes partisans de la guerre pour hâter la révolution et des groupes plus réactionnaires et plus nationalistes. Ce conglomérat fonde en décembre 1914 le « Faisceau d'action révolutionnaire interventionniste ».
Le 3 mai 1915, l'Italie se désengage de la Triple-Alliance et, dans les jours qui suivent, Giovanni Giolitti et le Parlement essaient de sauver l'Italie du conflit, pendant que les nationalistes manifestent pour l'entrée en guerre de l'Italie. L'Italie se divise alors entre « interventionnistes », partisans de l'entrée en guerre et largement minoritaires, et « neutralistes ». Une partie de la gauche se rallie à l'interventionnisme, composant les « interventionnistes de gauche », qui mettent en avant le caractère monarchique des puissances de la Triple-Alliance et l'aspect démocratique des puissances de l'Entente.
Financé notamment par la France, le camp interventionniste regroupe les nationalistes d'Enrico Corradini et de L'Idea nazionale, soutenus par certains milieux industriels, quelques ex-syndicalistes révolutionnaires (Alceste De Ambris, Filippo Corridoni), qui n'ont qu'une audience restreinte, des « renégats du socialisme comme Mussolini », exclu du Parti socialiste italien (PSI) ou encore le poète Gabriele D'Annunzio. Ayant appelé, depuis Milan, à l'insurrection en juin 1914 (la « Semaine Rouge »), en Émilie et Romagne, contre la guerre, Mussolini est en effet brutalement passé des neutralistes aux interventionnistes, en publiant dans l'Avanti!, le 18 octobre 1914, un article intitulé « De la neutralité absolue à la neutralité active et opérante », ce qui lui vaut d'être écarté deux jours plus tard de la direction de l'organe de presse du Parti socialiste italien (PSI), puis d'être exclu de ce même parti le 29 novembre. Au cours des semaines qui précèdent l'intervention dans le conflit, ces groupes multiplient les interventions, par des actions dans les rues des principales villes d'Italie, par des manifestations à Rome auxquelles participent de nombreux orateurs, dont Gabriele D'Annunzio.
Dès 1914, certains interventionnistes se regroupent autour du manifeste des Faisceaux d'action internationaliste, signé par Michele Bianchi, futur quadriumvir de la Marche sur Rome, Angelo Olivetti, ou encore Filippo Corridoni.
Le 11 décembre 1914, les Faisceaux d'action internationaliste fusionnent avec les Fasci autonomi d'azione rivoluzionaria (Faisceaux autonomes d'action révolutionnaire), fondés par Mussolini, qui participe à la campagne interventionniste pour l'entrée en guerre de l'Italie. Mais le véritable coup d'envoi de la campagne interventionniste est lancé par le poète Gabriele D'Annunzio, lors de son discours du 5 mai 1915 au Quarto, près de Gênes. Dans les jours qui suivent de nombreuses manifestations en soutien à la politique d'intervention italienne contre la double-monarchie ont lieu dans l'ensemble des villes italiennes, tandis que D'Annunzio appelle la foule romaine à la participation au conflit.
Durant tout le conflit, les partisans de l'intervention de l'Italie, notamment Mussolini, développent une rhétorique qui peut se révéler dangereuse du mot même de l'un de ses promoteurs.
Non contents de développer cette rhétorique incendiaire pour inciter les Italiens, majoritairement hostiles à l'intervention italienne dans le conflit, les partisans de l'intervention prodiguent des conseils politiques au gouvernement : après Caporetto, Mussolini et l'ensemble des acteurs du mouvement interventionniste suggère d'encourager les tendances centrifuges au sein de la double-monarchie, de moins en moins en mesure de poursuivre seule le conflit.

### Les négociations avec chaque bloc d'alliance et le choix de l'Entente
Dans les années qui précèdent la guerre, le royaume d'Italie intensifie ses rapports avec la France et le Royaume-Uni, bien qu'elle soit membre de la Triple-Alliance, un traité défensif qui la lie à l'Allemagne et à l'Autriche-Hongrie. Rome est en effet conscient de ne pouvoir obtenir le soutien de l'Autriche pour l'expansion de son territoire vers le Trentin-Haut-Adige, Trieste, Istrie et la Dalmatie, les terres irrédente.
Le 3 décembre 1914, Salandra, président du Conseil, définit les termes de la neutralité italienne, fixant les termes de l'attentisme italien, les responsables politiques du royaume se déclarant prêts à le faire basculer dans un camp ou dans l'autre, en fonction des propositions qui doivent être faites au gouvernement. À partir de ce moment, le gouvernement de Rome semble prêt à formuler ses revendications politiques et territoriales à l'ensemble des parties en présence. En dépit des pressions du Reich, les responsables de la double-monarchie se montrent réticents à l'idée de céder au royaume d'Italie tout ou partie des territoires convoités, le Trentin, le Frioul, une partie de la côte dalmate.
Jusqu'au mois d'avril, des négociations parallèles se poursuivent avec les deux parties. Le 8, les diplomates italiens font parvenir à Vienne un mémorandum contenant un certain nombre de revendications dont la satisfaction garantira la neutralité italienne vis-à-vis de la double-monarchie ; ce mémorandum est complété le 10 par un autre présentant des exigences encore plus importantes, aboutissant au retour aux frontières de 1811 et à un condominium italo-austro-hongrois sur la Dalmatie. Au sein des cercles dirigeants austro-hongrois, l'octroi de compensations à l'Italie divise fortement : Burian, ministre austro-hongrois des Affaires étrangères, s'oppose à toute cession de territoires, tandis que Tisza, président du Conseil hongrois, prend conscience de l'enjeu, pour la double-monarchie, de l'intervention italienne.
Le 26 avril 1915, au terme d'une longue négociation, le ministre des Affaires étrangères Sidney Sonnino signe le pacte de Londres (sans l'approbation du Parlement) avec la Triple-Entente (France, Royaume-Uni, Russie), malgré les réserves russes. Celui-ci promet à l'Italie, en cas de victoire, Trente et le territoire jusqu'au Brennero, les villes de Gorizia, Trieste et Gradisca d'Isonzo, l'Istrie (à l'exclusion de Fiume) jusqu'à la baie de Kvarner et une partie de la Dalmatie. À ceci s'ajoutent les accords sur la souveraineté sur le port albanais de Vlora, la province d'Adalia en Turquie, et une partie des colonies allemandes en Afrique. Ces clauses exercent sur la cohésion de l'Entente des pressions défavorables : les Russes font connaître leur ressentiment, et par la suite, les Serbes ajourneront une offensive en septembre 1915.

### La déclaration de guerre
Le 23 mai 1915, après avoir négocié le pacte de Londres, l'Italie entre en guerre aux côtés de la Triple-Entente, décision lourde de conséquences, prise par trois hommes : le roi d'Italie, Victor-Emmanuel III, le président du Conseil, Antonio Salandra, et le ministre des Affaires étrangères, Sidney Sonnino, malgré l'opposition du Parlement. Mais elle ne déclare pas la guerre à l'Empire allemand.
Cette entrée en guerre a été précédée de la transmission d'une note à Vienne le 4 mai, note détaillant l'ensemble des griefs italiens à l'encontre de la double-monarchie et annulant les traités d'alliance antérieurs. Cependant, la note du 4 mai ne constitue pas une surprise pour les services de renseignements autrichiens, qui épient les communications italiennes, sont informés des mouvements de troupes en direction de la frontière autrichienne.

## La participation de l'Italie au conflit

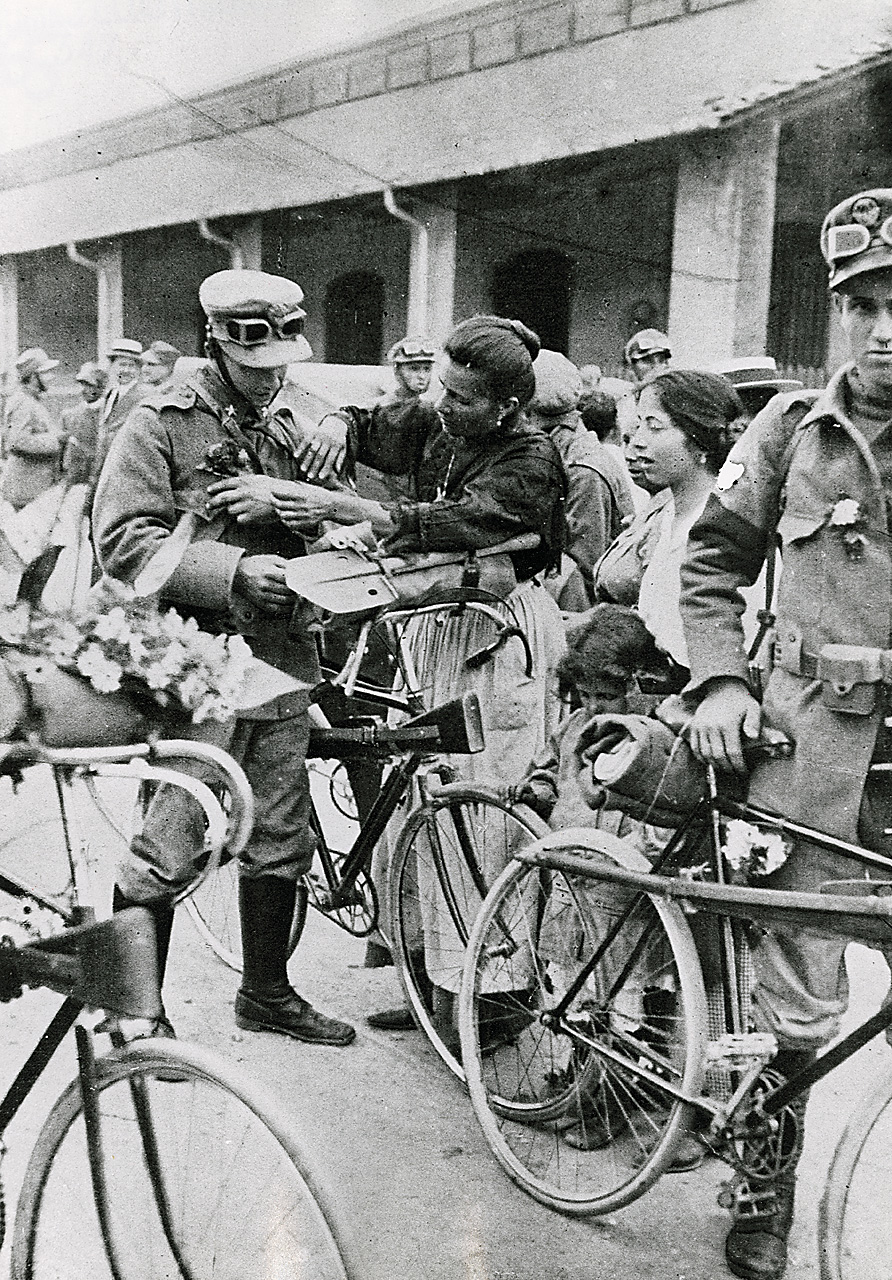
Femmes accueillant des soldats italiens à bicyclette, 1915-1918. Touring Club Italiano.

### Le front italien

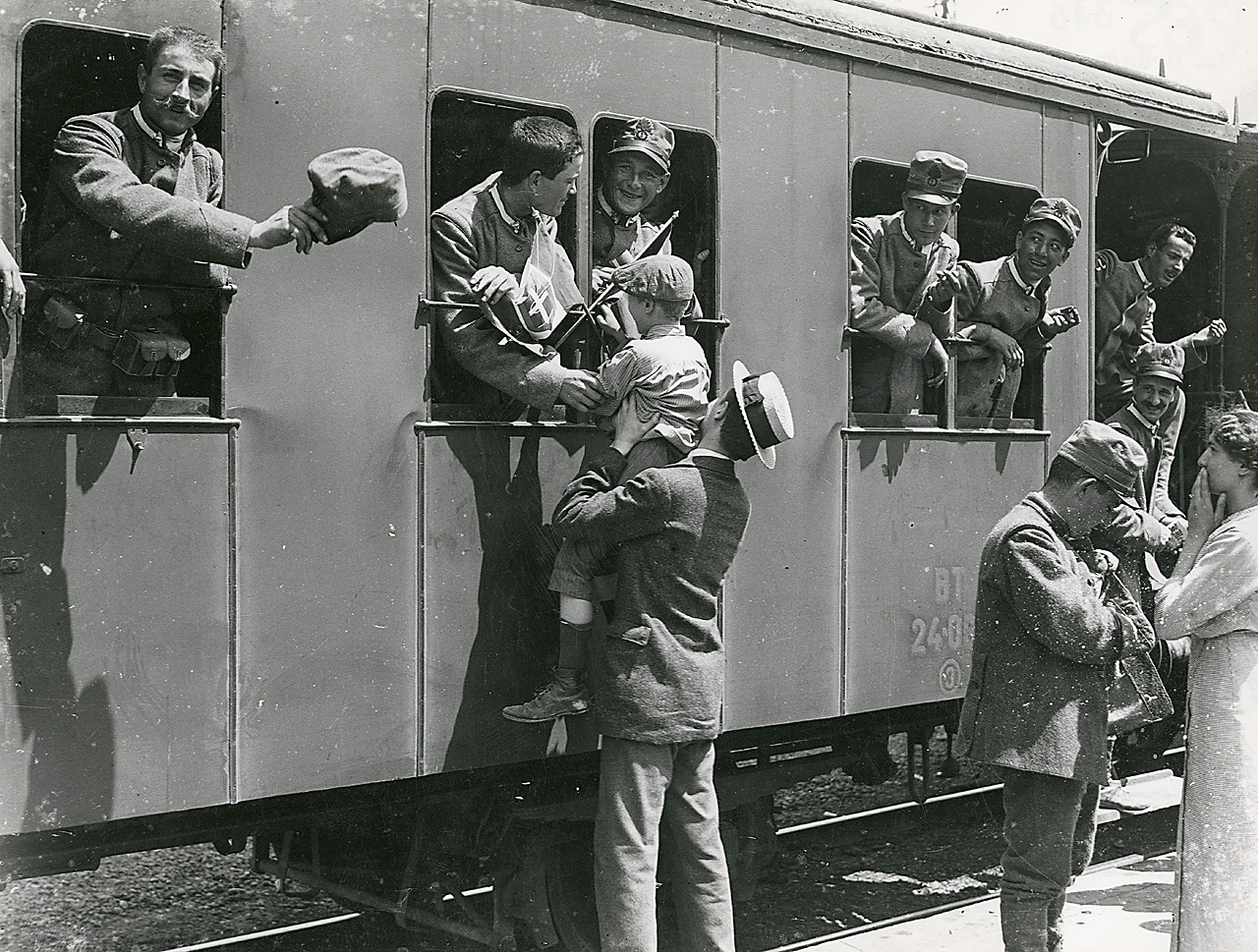
Soldats italiens partant pour le front, 1915-1918. Touring Club Italiano.

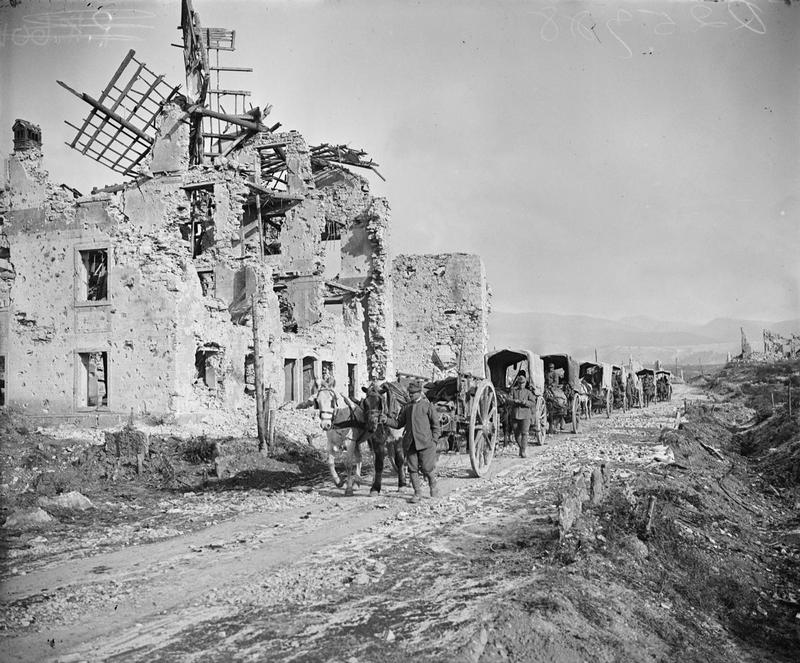
Troupes italiennes traversant le village ruiné de Canove (Legnago), 1915-1918. W.J.Brunell, Ministry of Information First World War Official Collection.

Rapidement après la déclaration de guerre, les armées se mettent en place le long de la frontière, en Vénétie julienne, dans les Alpes et sur l'Isonzo. Pendant deux ans, les belligérants vont mener des offensives successives (l'histoire retient douze batailles de l'Isonzo) pour tenter d'emporter la décision. La large victoire des puissances centrales à Caporetto à l'automne 1917 déplace le front pendant une année sur la Piave (trois batailles sont menées successivement au cours de l'année 1918), ou vont se succéder plusieurs offensives austro-hongroises puis alliée, accélérant l'épuisement de la double-monarchie.
Ainsi, dès le mois de juin 1915, les troupes italiennes partent à l'assaut des positions austro-hongroises sur l'Isonzo et se heurtent à de solides défenses autrichiennes qui annulent la supériorité numérique italienne.
Au mois d'avril 1916, les troupes austro-hongroises remportent un grand succès en déclenchant sans concours allemand une offensive de rupture, aboutissant à la prise d'Asiago.
Au cours de l'année 1917, l'écrasement de la Serbie, puis la disparition du front de l'Est incitent les Austro-Hongrois à se focaliser sur le dernier adversaire dangereux aux frontières de la double monarchie, l'Italie, alors que la situation économique n'a jamais été aussi difficile. Turin connaît, en août 1917, une grève générale en raison de l'augmentation des prix et du manque de pain. Les émeutes sont réprimées dans le sang.
Au mois de septembre 1917, une offensive est préparée en concertation entre les responsables austro-hongrois et allemands. Le 24 octobre, le choc a lieu, rompant le front à Caporetto. Les troupes austro-allemandes exploitent leur victoire, mais échouent à mettre totalement l'Italie hors de combat. Au cours de cette bataille, l'armée italienne laisse derrière elle 293 000 prisonniers, 3 000 canons, 300 000 fusils, 73 000 chevaux, 2 500 automobiles et la majeure partie de ses stocks de nourriture et d'équipements. Après la défaite de Caporetto, à l'automne 1917, une intense activité nationaliste mobilise l'Italie, alors que le résultat des combats semblait avoir démontré la crise morale et politique qui secoue alors le royaume. Caporetto signe la démission de Luigi Cadorna, le chef de l'état-major italien.
Épaulées par quelques divisions alliées, les troupes italiennes s'accrochent sur la ligne du Piave.
Cadorna est remplacé par le général Armando Diaz qui réorganise l'armée et installe des lignes de défense tout au long du Piave. Au printemps 1918 les Italiens remportent la victoire lors de la bataille du Piave et arrêtent la progression des Autrichiens.
Le 24 octobre 1918, soit une année après Caporetto, les troupes italiennes lancent leur ultime offensive, attaquant sur le Piave l'armée austro-hongroise fatiguée depuis 3 ans de guerre. En dépit d'une forte résistance initiale, la rupture est obtenue le 29 octobre, et son exploitation rend toute possibilité de rétablissement impossible aux unités austro-hongroises, qui essayent des contre-attaques sans lendemain.
Devant cette situation, les pourparlers en vue d'obtenir un armistice sont initiés et un armistice est signé le 3 novembre 1918, en fin d'après-midi. Les Italiens obtiennent qu'il n'entre en application que le 4 à 18 heures, ce qui leur permet d'occuper de nombreux territoires et de faire prisonniers les soldats de plus de douze divisions austro-hongroises.
Le jour suivant, alors que le général Armando Diaz annonce la victoire, Rovinj, Poreč, Zadar, Lissa et Rijeka sont occupées bien que cette dernière n'ait pas été prévue parmi les territoires devant être occupés conformément aux clauses de l'armistice. L'armée italienne tente de forcer le traité de Londres en essayant d'occuper Ljubljana mais elle est arrêtée peu après Postojna par les troupes serbes. Cinq unités de la marine entrent dans Pola. Le jour suivant, d'autres bâtiments sont envoyés à Šibenik, qui devient le siège du gouvernement militaire de la Dalmatie.

### Les autres fronts

#### Front des Balkans
En septembre 1915, les Allemands, les Austro-Hongrois et les Bulgares envahissent la Serbie. Les Britanniques et les Français débarquent à Salonique pour forcer la Grèce à entrer en guerre à leur côté. Les Italiens mais aussi les Russes, les Monténégrins et les Serbes qui se sont retirés en Albanie pour rejoindre les alliés se joignent à eux. Pendant les deux années qui vont suivre les Italiens et les Alliés rassemblés dans l'armée d'Orient se battront contre les empires centraux. Ils seront décimés par les maladies comme le choléra, la dysenterie ou le paludisme. Enfin à partir de 1917 ils reconquièrent les Balkans, libèrent la Serbie et envahissent la Bulgarie.

#### Front de Libye
En 1915 des tribus berbères de Libye soutenues par l'Empire ottoman et les Senoussi se révoltent contre l'occupant colonial italien. Au cours des années suivantes l'Italie doit faire face à un troisième front en Afrique du Nord au même titre que les Français qui ont eux aussi affaire à des révoltes indigènes au Maroc, également encouragées par les Turcs.

## Le coût de la guerre
La guerre coûte beaucoup à l'Italie : elle mobilise 5 615 000 hommes, perd 650 000 hommes, et compte 947 000 blessés et 600 000 disparus ou prisonniers.
Sur le plan économique, les caisses de l'État sont presque vides, la lire a perdu une grande partie de sa valeur et le coût de la vie a augmenté de 450 %. Lié au commerce international, le royaume a vu sa dépendance en matières premières renforcée, tout en devant importer des denrées alimentaires. Ainsi les matières premières manquent et l'industrie ne réussit pas à transformer la production de guerre en production de paix pour absorber l'abondante main-d'œuvre qui a augmenté en raison du retour des soldats du front. L'énorme montant des dépenses engagées par l'État pour financer la guerre constitue une dette soldée seulement dans les années 1970[réf. nécessaire]. Au contraire, les industriels ont vu leurs profits augmenter de plus de 20 %.

## Une sortie problématique du conflit

### La victoire mutilée

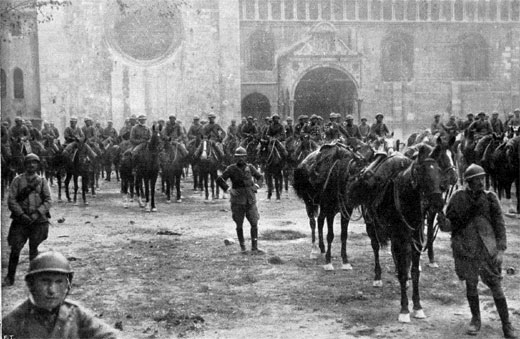
Entrée des troupes italiennes à Trente, 3 novembre 1918 guerre mondiale.

L'Italie considère cette victoire comme « mutilée » car à la fin de la guerre, les Italiens n'obtiennent qu'une partie des terres irrédentes (le Trentin-Haut-Adige et Trieste) mais pas la Dalmatie et d'autres territoires promis par la France lors de la signature du pacte de neutralité de 1915.
Cette victoire incomplète a coûté près de 650 000 vies à l'Italie et causé des destructions importantes dans les régions du Nord exposées aux combats. En outre, l'Italie ne reçoit que 10% des 132 milliards de marks-or que l'Allemagne doit payer aux vainqueurs, en sa qualité de vaincue.
En résulte un sentiment d'injustice à la fois cause et conséquence de l'agitation sociale successive à la guerre.

### Une agitation sociale renforcée
Encouragée par les formules d'inspiration révolutionnaire qui circulent dans la propagande de guerre italienne des années du conflit, la population aspire à de profondes réformes politiques, économiques et sociales. La crise économique aidant, provoquée dès 1919 par le problème de la reconversion d'une économie de guerre, puis aggravée par la crise économique mondiale de 1920-1921, les mouvements sociaux se multiplient.
Dans une telle situation, aucune classe sociale n'est satisfaite et une profonde peur d'une possible révolution communiste (à l'exemple de la Russie) s'insinue dans la classe bourgeoise. L'extrême fragilité socio-économique conduit souvent à des désordres réprimés par des méthodes sanguinaires (biennio rosso). Les industriels et les propriétaires terriens font notamment appel aux Faisceaux italiens de combat, les milices fascistes fondées par Mussolini en mars 1919 pour faire face à la « menace bolchevique », attaquent les syndicats et les Bourses du travail.
La fin de l'émigration massive oblige les excédents démographiques à rester dans le royaume, créant une pression sociale accrue, accentuée par la démobilisation des millions de soldats engagés dans le conflit : onze classes sont ainsi démobilisées entre mars et novembre 1919.
Dès juillet 1919, les occupations de terre démarrent dans le Latium, pour s'étendre au Midi et à la vallée du Pô. Celles-ci sont légalisées, au coup par coup et a posteriori, par le décret Visocchi (it) du 2 septembre 1919. Le mouvement s'atténue en 1920 et disparaît en 1921,.
Sur le plan syndical, l'Union italienne du travail (Unione Italiana del Lavoro, UIL), fondée en juin 1918 par Edmondo Rossoni, regroupe les « interventionnistes de gauche » exclus de l'Union syndicale italienne (Unione Sindacale Italiana, USI), d'inspiration anarcho-syndicaliste.

### La Conférence de Versailles
Au lendemain de la Première Guerre mondiale, la situation interne est précaire : le traité de Versailles n'a pas donné les bénéfices escomptés à l'État italien. Le président américain Woodrow Wilson, qui a affirmé le droit des peuples à disposer d'eux-mêmes lors de la déclaration des quatorze points, ne se sent en effet pas lié par les promesses faites par Londres et Paris, qui s'apparentent à la vieille diplomatie des cabinets des princes.
Dès lors, Rome doit revoir ses prétentions à la baisse. Elle obtient le Sud-Tyrol ainsi qu'une partie de l'Istrie, sans Fiume, ainsi que Trieste et le Trentin-Haut-Adige, territoires à majorité italophone. La Dalmatie est annexée au nouveau royaume de Yougoslavie composé des Serbes, des Croates et des Slovènes, à l'exception de Zara (aujourd'hui Zadar en Croatie), en raison de sa majorité italienne, et de l'île de Lastovo (it. Lagosta), qui avec trois autres îles sont annexées à l'Italie. L'Albanie promise par les Alliés devient indépendante.
Les nationalistes parlent alors de « victoire mutilée », et font de l'agitation pour mettre la pression sur le gouvernement. En décembre 1918, Leonida Bissolati, qui revendique une application stricte du principe des nationalités énoncé dans les quatorze points de Wilson, ce qui conduirait Rome à renoncer à la Dalmatie, au protectorat sur l'Albanie et à l'annexion du Dodécanèse et du Haut-Adige, démissionne. Le ministre Nitti démissionne à son tour, laissant le président du Conseil Orlando seul face au ministre des Affaires étrangères Sonnino et aux nationalistes.

## L'agitation nationaliste en 1918-1919
Les nationalistes sont dispersés : d'un côté les disciples d'Enrico Corradini, regroupés autour de l'Association nationaliste italienne et de l'Idea nazionale ; de l'autre ceux de Papini et de Prezzolini ; enfin les futuristes (Mario Carli, Marinetti, Giuseppe Bottai, etc.). En janvier 1919, Mario Carli fonde la première association d'arditi d'Italie, composée d'anciens des troupes de choc de l'armée italienne.
Dès le 10 novembre 1918, Mussolini, par ses harangues et son journal, encourage la diffusion de thèmes nationalistes, notamment les plus extrémistes, les plus à même de séduire les anciens arditi.
Les démobilisations massives de l'année 1919 crée aussi les conditions de la création de groupes d'hommes révoltés à la fois contre les conditions de leur retour à la vie civile.
En septembre 1919, Gabriele D'Annunzio incite les régiments de l'armée italienne à se mutiner et à le suivre à Fiume (aujourd'hui Rijeka, en Croatie). Occupé par les Italiens, les Français, les Britanniques et les Américains depuis novembre 1918, Fiume est à l'époque majoritairement italophone, mais ses faubourgs et son arrière-pays sont slovène. Le président des États-Unis, Woodrow Wilson, rejette les demandes d'annexion du gouvernement italien, représenté par le président du Conseil Orlando, et propose de lui accorder un statut de « ville libre ».
Manu militari, il installe un gouvernement révolutionnaire, accompagné de futuristes et avec la complicité de certains milieux militaires, avec l'objectif d'affirmer l'italianité de la commune de Carnaro. Cette action est un exemple pour le mouvement fasciste qui sympathise immédiatement avec le poète et copiera notamment l'uniforme des arditis, futures chemises noires. Néanmoins, Mussolini, qui voit en D'Annunzio un concurrent, ne le soutient que du bout des lèvres.
Cependant cette intervention échoue car la pression internationale entraîne l'intervention de l'armée régulière italienne (Noël sanglant de 1920 : 54 morts dont 22 rebelles).
Après la signature du traité de Rapallo de novembre 1920, D'Annunzio est expulsé de Fiume, mais le traité de Rome en 1924, consolide la présence italienne dans cette ville.